# Odroid-Go
Odroid-Go est une console de jeu vidéo portable développée par la société sud-coréenne Hardkernel.

## Description
Le premier modèle, Odroid-Go est sorti en 2018 et utilise un microcontrôleur ESP32, comme SoC.
Fin 2019, le modèle Odroid-Go Advance, est une version utilisant un SoC Rockchip RK3326, comportant quatre cœurs ARM Cortex-A35 et deux cœurs GPU Mali-G31.